# الجوهرة في نسب النبي وأصحابه العشرة
الجوهرة في نسب النبي وأصحابه العشرة كتاب في أنساب القبائل العربية من تأليف محمد بن أبي بكر البري الذي عاش في القرن السابع الهجري بين عامي (605 هـ - 665 هـ)، والذي فرغ من تأليف الكتاب في عام 644 هـ، ويقع الكتاب في جزءئين ويقعان في أكثر من ألف صفحة.

## أهمية الكتاب
يُعَد كتاب الجوهرة موسوعة عربية في عصرها، فقد ضم الرواية والأنساب والأعلام والأدب والنقد واللغة وأخباراً عن بعض المذاهب، وهذا يجعله في صدر مصادر الباحثين وبغية أصحاب الأنساب ومحبي كتاب الفرائد والأداب. وقال المؤلف عن سبب تسميته لكتابه «وسميته كتاب الجوهرة في نسب النبي صلى الله عليه وسلم وأصحابه العشرة ووشحته بتنبيهات على رجال الحديث، وتعريف بهم من غير لبسٍ ولا إشكالٍ، ونظم مفترقاً عن الأخبار والأثار، محررة من التطويل والأكثار».